# Georg Gölter

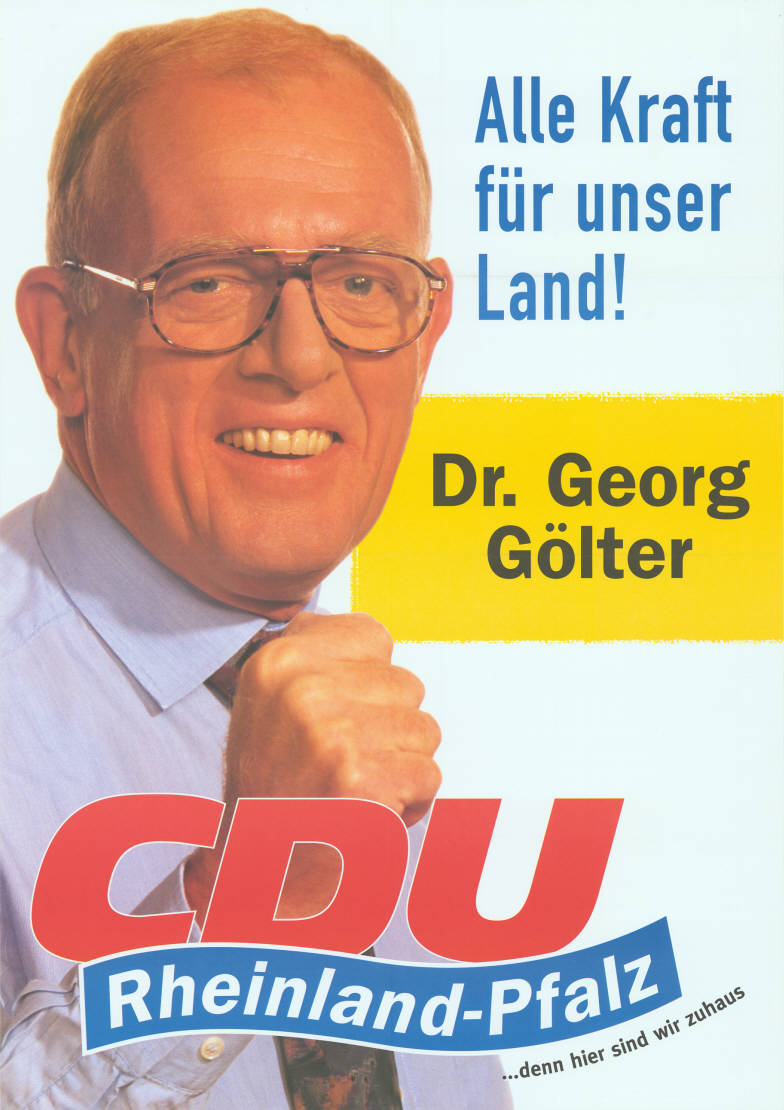
Kandidatenplakat Georg Gölters zur Landtagswahl in Rheinland-Pfalz 1996

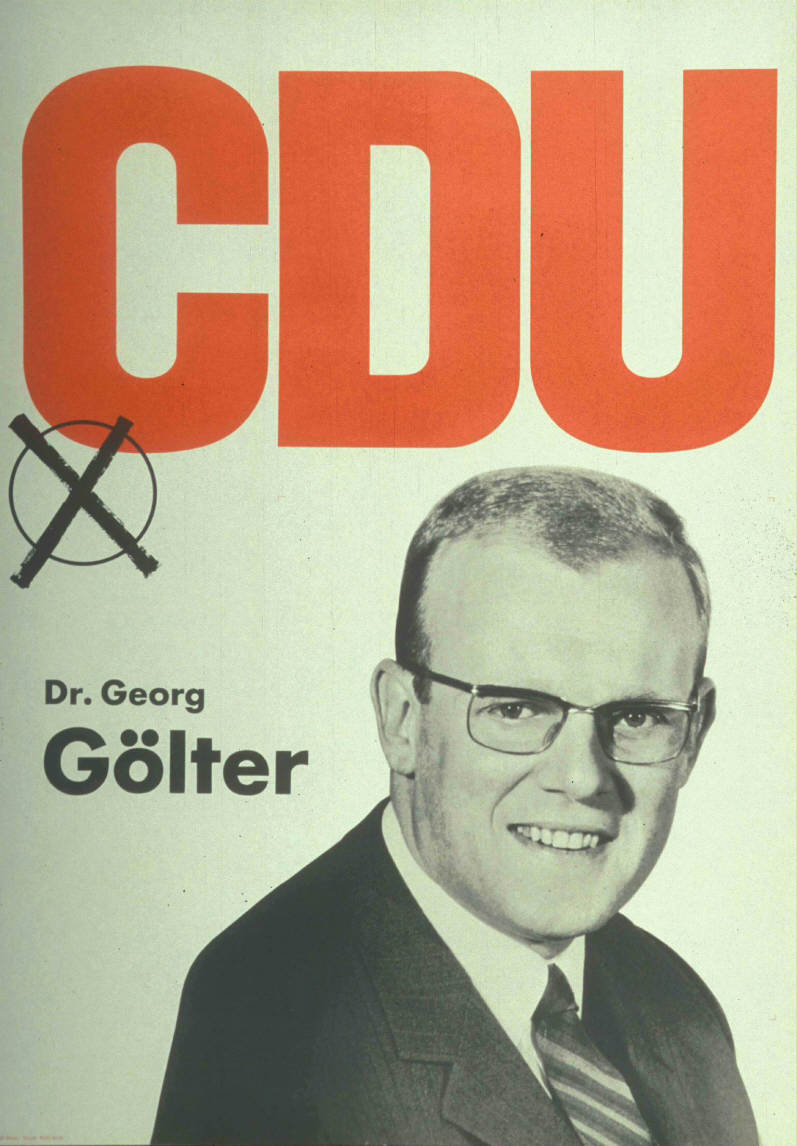
Kandidatenplakat zur Bundestagswahl 1969

Georg Gölter (* 22. Dezember 1938 in Kaiserslautern; † 5. April 2025) war ein deutscher Politiker (CDU).

## Leben und Beruf
Georg Gölter wurde am 22. Dezember 1938 in Kaiserslautern geboren. Nach dem Abitur 1958 am Altsprachlichen Gymnasium in Kaiserslautern nahm Gölter ein Studium der Geschichte, der Politischen Wissenschaften und der Germanistik an den Universitäten Heidelberg, Tübingen und wiederum Heidelberg auf, das er 1964 mit dem Staatsexamen für das höhere Lehramt sowie 1965 mit der Promotion zum Dr. phil. beendete. Anschließend trat er als Studienrat in den Schuldienst ein. Er war von 1965 bis 1967 als Gymnasiallehrer in Kaiserslautern tätig, arbeitete anschließend bis 1969 als Referent im Kultusministerium des Landes Rheinland-Pfalz und wurde zuletzt zum Oberstudienrat befördert.

## Partei
Gölter war seit 1958 Mitglied der CDU. Er schloss sich der Jungen Union (JU) an und war von 1965 bis 1971 Landesvorsitzender der JU Rheinland-Pfalz. Von 1968 bis 1977 war er Vorsitzender des CDU-Kreisverbands Speyer. Außerdem war er von 1975 bis 1993 Bezirksvorsitzender der CDU Rheinhessen-Pfalz und Mitglied im Landesvorstand der rheinland-pfälzischen Christdemokraten.

## Abgeordneter
Gölter war von 1964 bis 1969 Ratsmitglied der Stadt Speyer. Er wurde bei der Bundestagswahl 1969 in den Deutschen Bundestag gewählt und vertrat dort den Wahlkreis Neustadt-Speyer. Nach seiner Ernennung zum rheinland-pfälzischen Sozialminister legte er am 8. Juli 1977 sein Bundestagsmandat nieder. Von 1979 bis 2006 war er Mitglied des rheinland-pfälzischen Landtags. Hier war er von 1994 bis 2006 Vorsitzender des Ausschusses für Wirtschaft und Verkehr.

## Öffentliche Ämter
Gölter wurde am 23. Juni 1977 als Minister für Soziales, Gesundheit und Sport in die von Ministerpräsident Bernhard Vogel geführte Regierung des Landes Rheinland-Pfalz berufen. Im Mai 1979 wurde das Ministerium umgewandelt, indem das Sportressort dem Innenministerium und das Umweltressort dem Sozialministerium zugeordnet wurde.
Gölter übernahm im Zuge einer Kabinettsumbildung am 12. Juni 1981 die Leitung des Kultusministeriums und gehörte auch der von Ministerpräsident Carl-Ludwig Wagner geleiteten Folgeregierung an. Ab 1985 war er Sprecher der unionsgeführten Länder in der Kultusministerkonferenz. 1989/90 amtierte er als Präsident der Kultusministerkonferenz. Nach der Wahlniederlage der CDU bei den Landtagswahlen 1991 schied er am 21. Mai 1991 aus der Regierung aus. Im Anschluss wurde das Kultusministerium in zwei verschiedene Ressorts aufgesplittet.

## Ehrungen
Gölter wurde 1978 mit dem Verdienstkreuz am Bande der Bundesrepublik Deutschland und 1989 mit dem Großen Verdienstkreuz ausgezeichnet.
2007 bekam er den Verdienstorden des Landes Rheinland-Pfalz.